# Fińskie Muzeum Historii Naturalnej
Fińskie Muzeum Historii Naturalnej (fin.: Luonnontieteellinen keskusmuseo) – jest jednostką naukowo-badawczą wchodzącą w skład Uniwersytetu Helińskiego (Finlandia). Powstało w 1988 r. i zawiera krajowe kolekcje botaniczne, zoologiczne, geologiczne i paleontologiczne składające się przykładowych okazów z całego świata.

## Ekspozycje
- Ogród botaniczny Uniwersytetu w Helsinkach
- Muzeum Historii Naturalnej w Helsinkach
- Muzeum Geologiczne

## Jednostki badawcze
- Laboratorium Datowania - zajmuje się określaniem wieku próbek za pomocą metod fizycznych (datowanie radiowęglowe, datowanie metodą OSL (ang. Optically stimulated luminescence).
- Muzeum Zoologiczne - zawiera kolekcje 8 milionów okazów zwierząt. Zajmuje się głównie badaniem systematyki zwierząt, taksonomii i zoogeografią.
- Muzeum Geologiczne - zawiera kolekcje skał i rud (35 000 okazów), meteorytów (500 okazów) i skamieniałości (6000 okazów).
- Muzeum Botaniczne - Narodowe herbarium Finlandii zawierające 3,1 mln okazów roślin i grzybów.
- Ogród Botaniczny - zawiera kolekcje żyjących roślin do celów naukowych i edukacyjnych. Zajmuje się także międzynarodową wymianą nasion i publiczna edukacją w zakresie roślin.